# Nathalie Nell
Pour les articles homonymes, voir Nell.
Nathalie Nell est une actrice française née le 6 octobre 1950 à Paris. Elle a épousé Michel Vittoz , écrivain dramaturge avec lequel elle a eu deux enfants, Samuel Vittoz, metteur en scène cofondateur d'"un festival à Villeréal" et Valentine Vittoz, comédienne. Elle est la fille d'Albert Palle, écrivain et de Maryla Zaleska.

## Biographie
Elle pratique la danse classique de sept ans à treize ans et s'inscrit, à quinze ans, au Cours Simon dans la classe d'Odette Laure. Au bout de trois mois, elle est engagée par Anne Dastrée, une amie de sa mère, pour un moyen métrage, Nathalie, consacré à l'éveil de la sexualité des adolescentes. Elle y a pour partenaire Maurice Garrel.
Peu après, André Cayatte la retient au vu de ce film pour Les Risques du métier. Elle y joue une jeune adolescente qui accuse faussement son instituteur (Jacques Brel, dont c'est le premier rôle à l'écran) d'être son amant. La même année, dans Adolphe ou l'âge tendre de Bernard Toublanc-Michel, transposition moderne en Touraine du roman de Benjamin Constant, elle interprète une script-girl amoureuse du jeune Jean-Claude Dauphin, qui n'a d'yeux que pour la belle Ulla Jacobsson.
Elle poursuit ses études d'anglais à l'université, puis travaille le mime et l'acrobatie chez Jacques Lecoq, avant de gagner le Cours Florent où elle rencontre Daniel Mesguich, qui l'engage pour une de ses premières mises en scène, Le Prince travesti de Marivaux.
Nathalie Nell est aussi membre de la SHLP (Société historique et littéraire polonaise).

## Filmographie
Sauf indication contraire, les informations mentionnées dans cette section peuvent être confirmées par la base de données cinématographiques IMDb,  présente dans la section « Liens externes ».

### Cinéma
- 1966 : Nathalie de Anne Dastrée — court-métrage
- 1967 : Adolphe ou l'Âge tendre de Bernard Toublanc-Michel
- 1967 : Les Risques du métier d'André Cayatte
- 1971 : Mourir d'aimer d'André Cayatte
- 1977 : Baxter, Vera Baxter de Marguerite Duras
- 1977 : L'Amour violé de Yannick Bellon
- 1979 : Subversion, de Stanislav Stanojevic
- 1980 : Même les mômes ont du vague à l'âme de Jean-Louis Daniel
- 1980 : Histoires étranges : Le Marchand de sable de Pierre Badel
- 1981 : Rends-moi la clé de Gérard Pirès
- 1981 : Qu'est-ce qui fait courir David ? d'Élie Chouraqui
- 1982 : Malamore d'Eriprando Visconti
- 1983 : Man, woman and child de Dick Richards
- 1983 : Les Îles de Iradj Azimi
- 1983 : Echoes de Arthur Allan Seidelman
- 1984 : Notre histoire de Bertrand Blier
- 1985 : L'amour propre ne le reste jamais très longtemps de Martin Veyron
- 1986 : États d'âme de Jacques Fansten
- 1987 : Châteauroux district, film de Philippe Charigot : Anna
- 1990 : Rio Negro de Atahualpa Lichy : Juliette
- 1989 : Les Mannequins d'osier de Francis de Gueltzl
- 2000 : La Vie moderne de Laurence Ferreira Barbosa
- 2004 : La Boîte noire de Richard Berry
- 2009 : Marion de Hana Geissendorfer

### Télévision
- 2009 : Empreintes criminelles :  L'affaire Lefranc de Christian Bonnet
- 2006 : L'Inconnue de la départementale de Didier Bivel
- 2004 : La Fuite de Monsieur Monde de Claude Goretta
- 2004 : Julie Lescaut : Secrets d'enfants de Dominique Tabuteau : Odile
- 2001 : Tel père, tel flic de Éric Woreth
- 2000 : La Pierre à marier de Chantal Picault
- 1998 : Un homme en colère : Un silence coupable de Caroline Huppert
- 1998 : Un homme en colère : Meurtre aux urgences de Dominique Tabuteau
- 1997 : Un homme en colère : Un homme en colère de Dominique Tabuteau
- 1996 : 17 ans et des poussières de Joël Santoni
- 1995 : Sandra, princesse rebelle de Didier Albert
- 1995 : François Kléber : Le Pas en avant
- 1993 : La Lettre inachevée de Chantal Picault
- 1993 : Les Grandes Marées de Jean Sagols
- 1991 : Un été alsacien de Maurice Frydland
- 1990 : Mais qui arrêtera la pluie ? de Daniel Duval
- 1990 : Les Dossiers secrets de l'inspecteur Lavardin : Le Diable en ville de Christian de Chalonge
- 1989 : Le Masque : L'ami de Pauline de Jacques Cornet
- 1988 : Les Enquêtes du commissaire Maigret : La morte qui assassina de Youri
- 1988 : Sueurs froides : Un cœur de pierre d'Alain Bonnot
- 1986 : La Force du destin de Maurice Frydland
- 1981 : La Cerisaie d'Anton Tchekhov, mise en scène et réalisation Peter Brook, Théâtre des Bouffes du Nord
- 1980 : Bruges la morte d'Alain Dhénaut
- 1980 : Aéroport : Charter 2020 de Pierre Lary
- 1977 : Miss : Miss fait une cure de Roger Pigaut
- 1977 : Au plaisir de Dieu de Robert Mazoyer : Anne-Marie de Plessis-Vaudreuil
- 1976 : Première Neige de Claude Santelli
- 1974 : À dossiers ouverts : Gros Calibre de Claude Boissol
- 1971 : Mon seul amour de Robert Guez

## Théâtre
- La Sensibilité frémissante, mise en scène Jean-Marie Winling
- 1973 : Célébration (des Deux Orphelines) en forme de récupération (du Second Empire) de François Cazamayo, Claire-Lise Charbonnier et Bernard Mathieu, mise en scène Guy Kayat, Théâtre 71 Malakoff
- 1974 : Candide de Voltaire, mise en scène Daniel Mesguich
- 1974 : Le Prince travesti de Marivaux, mise en scène Daniel Mesguich
- 1975 : Andromaque de Racine, mise en scène Daniel Mesguich, Théâtre Marie-Stuart Paris
- 1975 : Des épaules aux pieds de Paul Huet, mise en scène Daniel Mesguich, Théâtre Ouvert, Festival d’Avignon
- 1976 : Remembrances d'amour de Daniel Mesguich et Serge Valletti, mise en scène Daniel Mesguich et Gervais Robin, Théâtre Ouvert, Festival de Guanajato Mexique
- 1976 : Portrait de Dora de Hélène Cixous, mise en scène Simone Benmussa, Théâtre d'Orsay
- 1978 : Les Derniers de Maxime Gorki, mise en scène Lucian Pintilie, Théâtre de la Ville
- 1980 : Le Conte d'hiver de William Shakespeare, mise en scène Jorge Lavelli, Festival d'Avignon, Théâtre de la Ville
- 1981 : La Cerisaie d'Anton Tchekhov, mise en scène Peter Brook, Théâtre des Bouffes-du-Nord
- 1982 : Tête-à-tête, mise en scène Enzo Cormann, Théâtre Ouvert
- 1983 : La Cerisaie d'Anton Tchekhov, mise en scène Peter Brook, Théâtre des Bouffes-du-Nord
- 1984 : L'Illusion comique de Corneille, mise en scène Giorgio Strehler, Théâtre de l'Odéon
- 1985 : L'Illusion comique de Corneille, mise en scène Giorgio Strehler, Théâtre de l'Odéon
- 1987 : Génousie de René de Obaldia, mise en scène Claude Santelli, Théâtre de l'Odéon, Théâtre des Célestins
- 1990 : Bérénice de Racine, mise en scène Jacques Lassalle, Théâtre national de Strasbourg
- 1991 : Bérénice de Racine, mise en scène Jacques Lassalle, Théâtre des Treize Vents, Nouveau théâtre d'Angers
- 1992 : Doublages Deuxième de Michel Vittoz, mise en scène Philippe Noël, Théâtre de la Métaphore Lille
- 1996 : Le Menton du chat de Vera Feyder, mise en scène Françoise Seigner, Théâtre Mouffetard
- 1999 : La Nuit de l'enfant caillou de Caroline Marcadé et Michel Vittoz, mise en scène Caroline Marcadé, CDDB-Théâtre de Lorient, Théâtre national de la Colline
- 2000 : Le Tombeau de Richard G. de Bernard Chartreux, mise en scène Alain Milianti, Théâtre de l'Athénée-Louis-Jouvet
- 2003 : El Pelele de Jean-Christophe Bailly, mise en scène Georges Lavaudant, Odéon-Théâtre de l'Europe Ateliers Berthier
- 2006 : Gorki, l'exilé de Capri de Jean-Marie Rouart, mise en scène Jacques Rosner, Moscou, Saint-Pétersbourg, Espace Cardin
- 2007 : La Minute de silence de Claude-Henri Buffard, mise en scène Moïse Touré
- 2009 : Souvenirs Assassins de Serge Valletti, mise en scène Samuel Vittoz, Festival de Villeréal
- 2009 : La Pierre de Marius von Mayenburg, mise en espace Thomas Ostermeier, Comédie de Reims
- 2016 : Souvenirs assassins de Serge Valletti, mise en scène Samuel Vittoz, Théâtre de Cancon

## Distinction
- Prix du Syndicat de la critique 1978 : meilleure comédienne pour Les Derniers